# Chiquicha
Chiquicha ist eine Ortschaft und eine Parroquia rural („ländliches Kirchspiel“) im Kanton San Pedro de Pelileo der ecuadorianischen Provinz Tungurahua. Die Parroquia besitzt eine Fläche von 14,18 km². Die Einwohnerzahl lag im Jahr 2010 bei 1445. Hauptwirtschaftszweig ist die Landwirtschaft.

## Lage
Der Ort Chiquicha befindet sich 9 km nördlich vom Kantonshauptort Pelileo im Anden-Hochtal von Zentral-Ecuador auf einer Höhe von 2530 m. Chiquicha liegt auf einer Hochfläche, die im Westen vom Río Pachanlica, im Norden vom Río Ambato sowie im Osten vom Río Patate begrenzt wird.
Die Parroquia Chiquicha grenzt im Süden an die Parroquias Pelileo, García Moreno und El Rosario, im Westen an die Parroquia Picaihua (Kanton Ambato), im Norden an die Parroquia Izamba (ebenfalls Kanton  Ambato) sowie im Osten an die Parroquia Emilio María Terán (Kanton Santiago de Píllaro) und an die Parroquia Los Andes (Kanton Patate).